# Александровка (Приазовский район)
Алекса́ндровка (укр. Олекса́ндрівка) — село,
Александровский сельский совет,
Приазовский район,
Запорожская область,
Украина.
Код КОАТУУ — 2324580301. Население по переписи 2001 года составляло 1049 человек.
Является административным центром Александровского сельского совета, в который, кроме того, входит село Нечкино.

## Географическое положение
Село Александровка находится на расстоянии в 5 км от Молочного лимана и в 7-и км от Азовского моря.
По селу протекает ручей, который переходит в большой залив.

## История
- 1861 год — дата основания как село Невкус на месте ногайского поселения Татлы-Кулак крестьянами с Полтавщины и из Таврической губернии.
- В 1920 году переименовано в село Александровка.

## Происхождение названия
- «Александровка», ООО.

## Объекты социальной сферы
- Школа.
- Детский сад.
- Дом культуры.[3]
- Больница.

## Достопримечательности
- Братская могила советских воинов.

Храм Рождества Пресвятой Богородицы!